# Phi đoàn Normandie-Niemen
Phi đoàn Normandie-Niemen (tiếng Pháp: Escadron de chasse 1/30 Normandie-Niemen; tiếng Nga: Нормандия-Неман) là một phi đoàn thuộc Không quân Pháp chiến đấu tại mặt trận phía đông châu Âu trong Thế chiến thứ hai. Đây là một đơn vị đặc biệt vì chỉ có hai đơn vị không quân của Đồng Minh phương Tây chiến đấu cùng chiến tuyến với Liên Xô. Tại mặt trận Xô-Đức, đơn vị này được biên chế cấp trung đoàn không quân thuộc Sư đoàn không quân 303, Tập đoàn quân không quân 1, Phương diện quân Tây (từ tháng 5 năm 1944 là Phương diện quân Byelorussia 3).

## Lịch sử hình thành

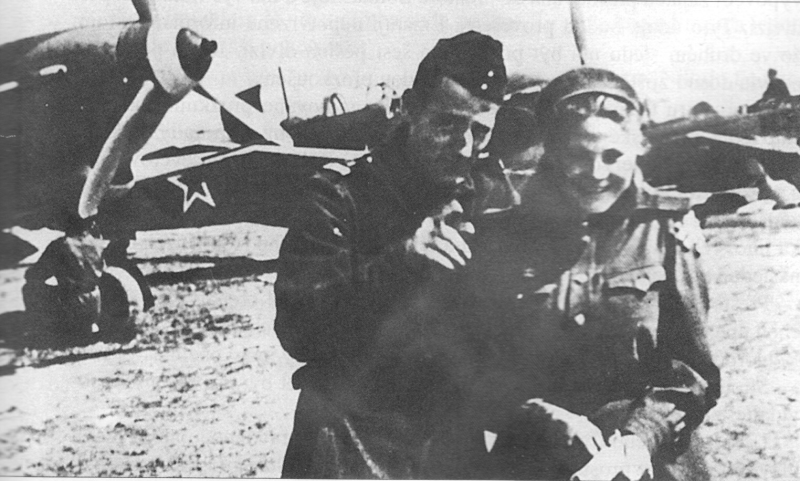
Phi công Pháp Bruno de Faletans và một nữ điện đài viên Xô Viết tại trung đoàn không quân Normadie-Niemen, tháng 4 năm 1943

Sáu tháng sau khi Đức mở cuộc tấn công vào Liên Xô, phe Đồng Minh mở nhiều cuộc thảo luận nhu cầu gắn chặt liên hệ giữa Liên Xô và đồng minh phương Tây. Trên cơ sở đó, Charles de Gaulle, lãnh tụ Lực lượng Pháp tự do, gửi một số phi công sang trợ giúp Liên Xô với mục đích cho quân Pháp hiện diện trên mọi chiến tuyến trong Thế chiến.
Ngày 11 tháng 9 năm 1942, 12 phi công thuộc Liên đoàn bay Groupe de Chasse 3 mang danh hiệu Normandie do Joseph Pouliquen chỉ huy, lên đường sang mặt trận Xô-Đức. Các thợ máy và dụng cụ cũng được đưa bằng xe lửa và máy bay theo ngả Tehran (Iran) đến Baku (thủ đô Azerbaijan ngày nay). Các phi công Pháp được huấn luyện tác chiến sử dụng kiểu Yakovlev Yak-7 của Liên Xô trong 5 tháng.

## Tham chiến

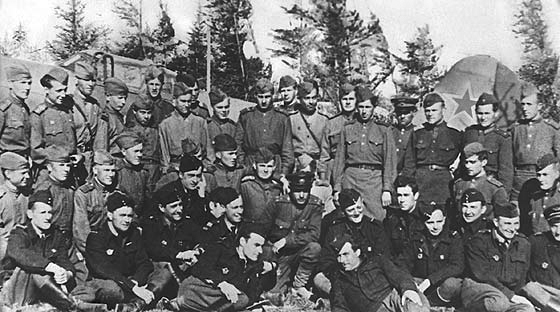
Các phi công Pháp của Trung đoàn Normandie và các phi công Liên Xô trong Chiến dịch Smolensk (1943)

Đơn vị, do Jean Tulasne chỉ huy, bắt đầu xuất kích tham chiến ngày 22 tháng 3 năm 1943 với các phi cơ kiểu Yakovlev Yak-1 tại các khu vực Nga giữa Polotniani-Zavod và Sloboda, Monostirtchina. Ngày 5 tháng 4, các phi công Pháp lập chiến công đầu tiên khi bắn hạ một chiếc tiêm kích Focke-Wulf Fw 190 của Đức. Tiếp theo đó là một chuỗi chiến thắng với thành tích tăng vọt và được hệ thống tuyên truyền của Xô Viết nêu cao. Tin này lan đến Đức và Wilhelm Keitel ra lệnh cho phép quân Đức xử tử tại chỗ nếu bắt được những phi công thuộc đơn vị Normandie.
Ngày 17 tháng 7, Tulasne bị bắn rơi và mất tích, Pouyade lên làm chỉ huy. Ngày 11 tháng 10, de Gaulle trao tặng cho đơn vị huy hiệu Compagnon de la Libération. Ngày 6 tháng 11 năm 1943, đơn vị dời căn cứ về Tula, lúc này chỉ còn lại 6 phi công gốc, với 72 chiến công không chiến.
Năm 1944, đơn vị được tăng cường thêm một phi đội thứ tư, trở thành trung đoàn. Phi công huấn luyện tại Tula bằng kiểu Yakovlev Yak-9D hiện đại hơn. Trung đoàn Normandie tham chiến từ vùng Doubrovka (Nga) đến Gross-Kalweitchen (miền đông nước Đức) và sau chiến thắng tại sông Niemen được Stalin trao tên Normandie-Niemen.

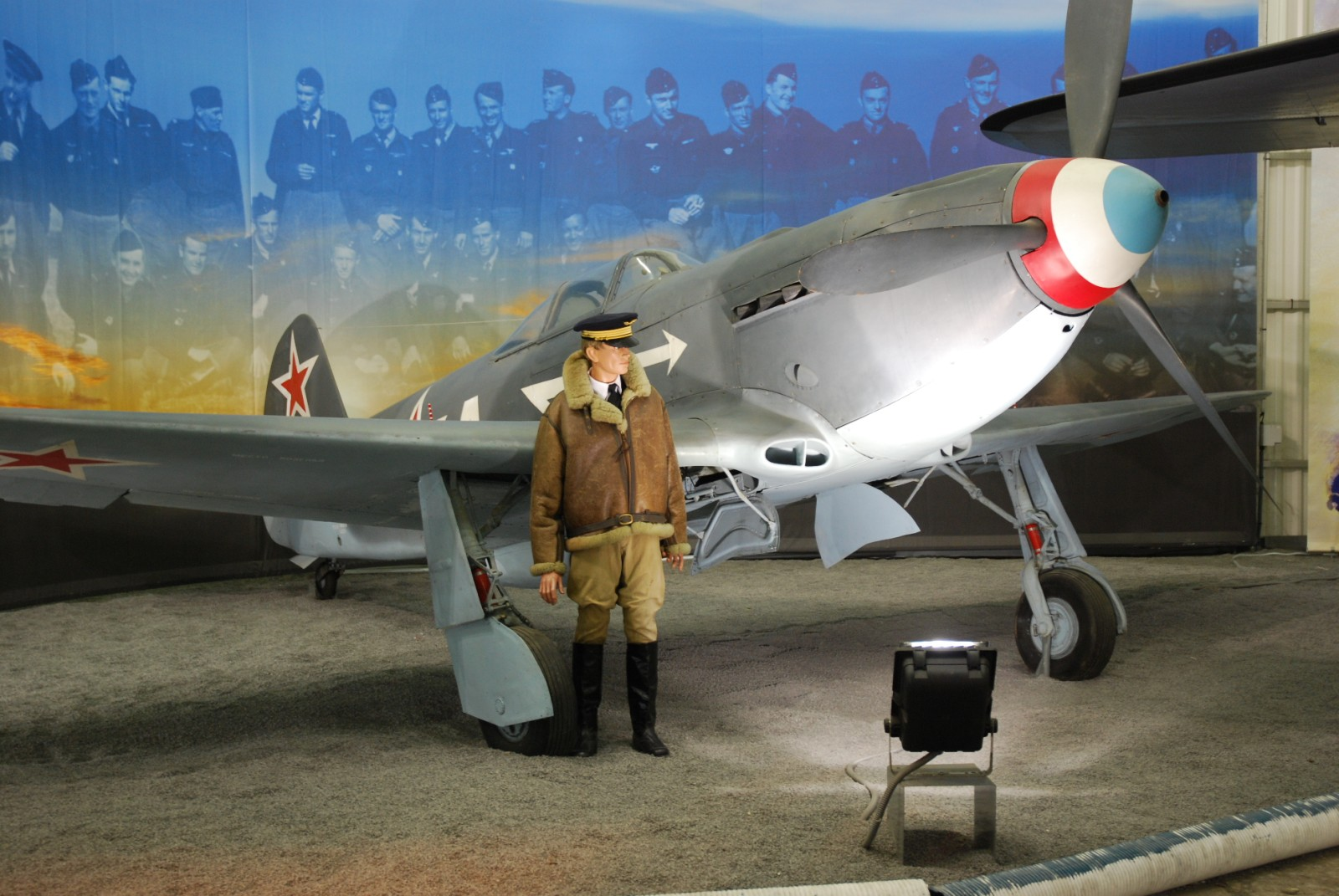
Một cựu phi công của Trung đoàn Normandie - Neman bên cạnh chiếc Yak-3 tại Bảo tàng hàng không - vũ trụ Le Bourger (Paris). Hậu cảnh là bức ảnh khổ lớn chụp tập thể trung đoàn Normandie - Neman trong Thế chiến thứ hai.

Ngày 16 tháng 10 năm 1944, phi đoàn Normandie-Niemen tham gia chiến dịch tấn công Đông Phổ và bắn hạ 39 máy bay của quân Đức mà lại không gặp tổn thất gì cả. Tháng sau, phi đoàn dời căn cứ vào trong lãnh thổ Đức. Đến cuối năm 1944, các phi công Pháp đã có thể từ Đức bay về lãnh thổ của mình.
Ngày 14 tháng 1 năm 1945, trung đoàn Normandie-Niemen tham gia tấn công các khu từ Dopenen đến Heiligenbeil trong chiến trường Đông Đức. Đến cuối cuộc chiến, đơn vị Normandie-Niemen đã bắn hạ 273 máy bay địch, đạt nhiều chiến tích trứ danh và được báo chí đề cao. Liên Xô đáp nghĩa bằng cách tặng 37 chiếc Yakovlev Yak-3 cho quân đội Pháp. Các phi công thuộc Phi đoàn Normandie-Niemen trở về Pháp trong tư cách chiến sĩ anh hùng ngày 20 tháng 6 năm 1945.
Cờ hiệu của phi đoàn mang tên các vùng từng tham chiến như Bryansk, Orel, Yelnya, Smolensk, Königsberg và Pillau. Các bằng khen thưởng gồm có: từ Pháp Légion d'Honneur, Croix de la Libération, Médaille Militaire, Croix de guerre (hạng 6 cây dừa); từ Liên Xô Huân chương Cờ Đỏ và Huân chương Alexander Nevsky. Các phi công Pháp Marcel Albert, Marcel Lefèvre, Jacques André và Roland de La Poype được tặng danh hiệu Anh hùng Liên Xô.
Trong thời gian từ 22 tháng 3 năm 1943 đến 9 tháng 5 năm 1945, các phi công Pháp đã bắn hạ 273 máy bay của quân Đức, nhận khen thưởng của Pháp (huân chương Légion d'Honneur) và Liên Xô (Huân chương Cờ Đỏ). Stalin trao tặng trung đoàn tên Niemen sau chiến công của họ tại trận sông Niemen năm 1944.

## Sau Thế chiến

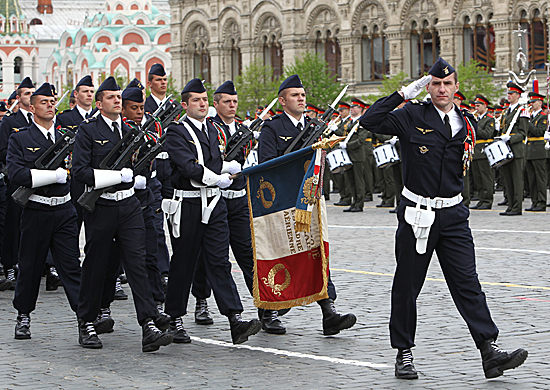
Đội hình diễu binh của phi đoàn tại Moskva năm 2010

Từ năm 2005, phi đoàn mang tên Escadron de chasse 2/30 Normandie-Niemen, hoạt động dùng máy bay Dassault Mirage F1.
Trong Liên bang Nga ngày nay còn có một trung đoàn Normandie-Niémen (tên Nga 18-й гвардейский Витебский дважды Краснознаменный ордена Суворова второй степени истребительный полк ВВС России "Нормандия - Неман") căn cứ tại Ussuriysk, thuộc Không đoàn 11 (Nga) và vẫn duy trì liên hệ Pháp-Nga.

## Văn hóa đại chúng
Năm 1960 phim do Pháp và Nga phát hành mang tên Normandie-Niemen đạo diễn Jean Dréville và Damir Viatich-Berejnykh.

## Phi cơ

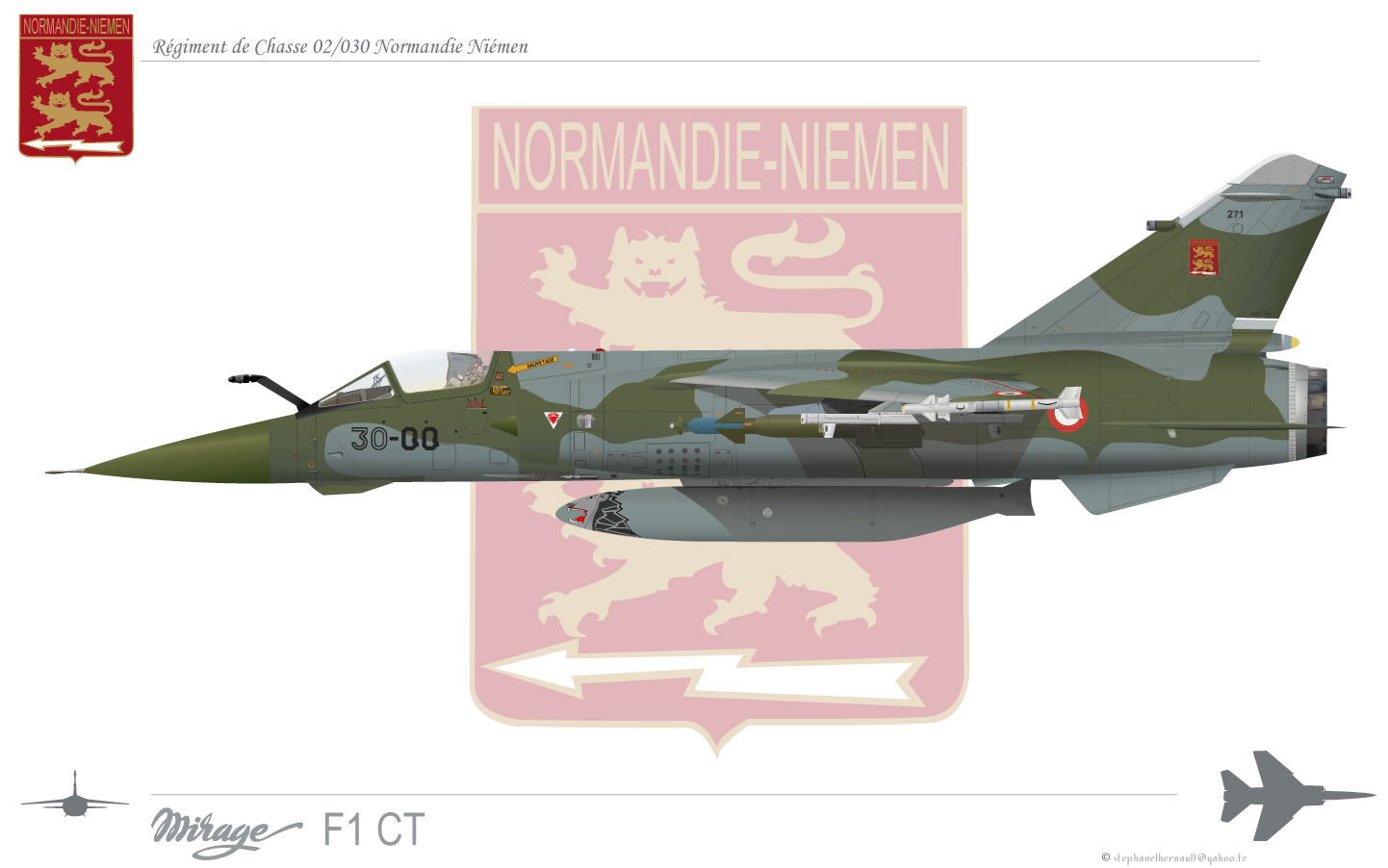
Máy bay Mirage F1 Ct của phi đoàn Normandie Niemen

### Trong Thế chiến thứ hai
- Yakovlev UT-2huấn luyện - 1 tháng 12 - 18 tháng 12, 1942.
Polikarpov Po-2huấn luyện (1 - 18 tháng 12 năm 1942), - vận tải, liên lạc.
Yakovlev Yak-7Vhuấn luyện cao cấp tháng 12 năm 1942 đến 25 tháng 1 năm 1943. Không thuộc sở hữu của phi đội Pháp.
Yakovlev Yak-1bhuấn luyện & chiến đấu - 19 tháng 1 đến 22 tháng 3. Ban đầu chỉ có 6 chiếc, đến tháng 3 năm 1943 có thêm 8 chiếc và 4 chiếc nữa vào tháng 4. Từ tháng 6, chiếc Yak-1b được dùng huấn luyện các phi công mới cho đến cuối năm 1943.
Yakovlev Yak-9Dhuấn luyện tại Tula tháng 6 - 7 1944.
Yakovlev Yak-3chiến đấu - được Normandie-Niemen sử dụng từ tháng 7 năm 1944 đến tháng 5 năm 1945. Liên Xô tặng cho Pháp 37 chiếc Yak-3s để tham chiến từ tháng 6 năm 1945 đến tháng 4 năm 1947.
Yakovlev Yak-6vận tải.